# Pilosella tephrophyton
Pilosella tephrophyton là một loài thực vật có hoa trong họ Cúc. Loài này được (Oborny & Zahn) Soják miêu tả khoa học đầu tiên năm 1971.